# Acantheis laetus
Acantheis laetus là một loài nhện trong họ Ctenidae.
Loài này thuộc chi Acantheis. Acantheis laetus được Tord Tamerlan Teodor Thorell miêu tả năm 1890.